# 尾崎里奈
尾崎 里奈（おざき りな、1982年7月31日 - ）は、日本の気象予報士である。
愛媛県松山市出身、成城大学経済学部卒業。身長155cm、血液型はO型。

## 来歴・人物
- 上京後に気象予報士の資格を取得し、後にウェザーマップに所属。日テレNEWS24の気象キャスターを務めた。2014年4月ごろまでは並行してホリプロにも籍を置いていた（マネージメント契約）。
- 2016年の春を以て日テレNEWS24の気象キャスターを卒業。気象予報士として防災を最優先する意向を示した[1]。同時期にウェザーマップを退社。
- 気象予報士以外にはベジタブル＆フルーツジュニアマイスターの資格を持っている。
- 趣味は野球観戦（東京ヤクルトスワローズのファン）、映画鑑賞・料理、読書等。

## 出演番組

### 過去の出演番組
- 日テレNEWS24 発掘!SP（日テレNEWS24（CS）・日本テレビ系列） - 2011年12月29日[2]
- 朝いちニュース＜平日 7:00 - 9:00＞（日テレNEWS24[3]） - 2016年3月まで
- まーけっとNavi＆ニュース＜平日 9:00 - 11:30＞（日テレNEWS24[3]） - 2016年3月まで
- Oha!4 NEWS LIVE （日テレNEWS24（CS）） ＜平日 4:00 - 5:50・（再）5:50 - 7:00＞
  - 2012年9月7日：掛貝梨紗・平井史生（後者は気象予報士）両名の代理。
  - 2013年10月28日 - 11月1日、2014年10月27日 - 31日：酒井千佳（気象予報士）の夏休みによる代理。
  - 2015年7月6日 - 7月13日：酒井千佳の体調不良による代理[4]。